# 月山镇 (开平市)
月山镇，是中华人民共和国广东省江门市开平市下辖的一个乡镇级行政单位。

## 行政区划
月山镇下辖以下地区：
月山圩社区、水井圩社区、金村、大岗村、勒竹村、横江村、博健村、北一村、北二村、钱岗村、月明村、高阳村、石头村、桥头村、天湖村、金居村、水一村、水二村、水三村和水四村。